# Blutgeld (Film)
Blutgeld ist ein Fernsehfilm des ZDF, der auf wahren Begebenheiten beruht. Er handelt von den Problemen mit HIV-kontaminierten Blutprodukten in den 1980er Jahren in Deutschland. Der Fernsehfilm wurde am 28. Oktober 2013 erstmals im ZDF ausgestrahlt, danach wurde zu dem Thema eine halbstündige Dokumentation gezeigt.

## Handlung
Anfang der 1970er Jahre: Marianne Seifert bangt um das Leben ihrer Söhne, sie sind Bluter, jede noch so kleine Verletzung kann tödlich sein.
Als Ralf, der Jüngste, einen Fahrradunfall hat, erfährt Marianne von einem neuartigen Behandlungsmittel namens Faktor VIII. Zwölf Jahre später können die Brüder durch das dank Blutspenden gewonnene Gerinnungsmittel ein normales Leben führen. Doch durch HIV-verseuchte Blutkonserven erkranken sie, wie viele andere Patienten auch, an AIDS. Die Industrie und die verantwortlichen Mediziner erkennen die Gefahr, die ihnen hieraus droht und versuchen, aktiv vorzugehen, um die Schäden zu minimieren. Insbesondere wird Druck auf das Bundesgesundheitsamt ausgeübt, die unter Kontaminationsverdacht stehenden Mittel nicht plötzlich vom Markt zu nehmen, da keine ausreichende Menge sicherer Produkte zur Verfügung stehe und akut Leben gefährdet wären.
Zuerst stirbt Stefan an den Folgen seiner AIDS-Erkrankung, doch sein Tod wird zunächst mit einer Lungenentzündung begründet. Ralf will seine Ansteckung, die er auf die Behandlung mit Faktor VIII zurückführt, nicht einfach hinnehmen und sich wehren; sein Bruder Thomas aber will das Thema möglichst klein halten, um sich und seine Familie in der Öffentlichkeit zu schützen. Die Brüder geraten in Streit hierüber und Thomas wendet sich von Ralf ab, der mögliche Ansteckungsopfer in seinem Umfeld informiert und auffordert, einen HIV-Test zu machen, als dieser androht, seiner Frau ebenfalls einen Test nahezulegen.
Einige Zeit später erfährt Ralf durch Zufall von der Diskriminierung von Thomas’ Sohn Tobias, der in der Schule nicht mehr am Sportunterricht teilnehmen darf und von den Mitschülern gemobbt wird. Er gerät wieder in Streit mit seinem Bruder, da er ohne Absprache die Schulleiterin mit dem Thema konfrontiert hat – Thomas will jede Aufregung um seine Erkrankung im Keim ersticken, um negative Folgen für seine Karriere und Familie zu unterbinden. Es kommt zum Bruch der Brüder und Thomas weist Ralf an, sich der Familie nicht mehr zu nähern. Die Pharmaindustrie unterbreitet den Erkrankten ein Vergleichsangebot, um einen möglichen drohenden Rechtsstreit im Keim zu ersticken. Die Geldentschädigung soll allerdings nur ausgezahlt werden, falls alle Betroffenen diesem zustimmen. Die Industrie hofft so, sich kostengünstig aus der Affäre ziehen zu können. Da die Erkrankten wahrscheinlich aufgrund ihres Gesundheitszustandes nicht in der Lage sein würden, einen jahrelangen Prozess zu führen, hofft man, dass sie die relativ niedrige Vergleichssumme unter Verzicht auf weitere rechtliche Schritte annehmen würden.
Ralf setzt unterdessen sein Studium fort und lässt nicht locker, in Sachen Faktor VIII und HIV-Infektion zu ermitteln. Zusammen mit seiner Freundin, der Ärztin Martina, versucht er Beweise zu sammeln, um die HIV-Infektionen auf die Behandlungen mit verseuchten Blutprodukten zurückführen zu können.
Der Gesundheitszustand von Thomas verschlechtert sich derweil zusehends. Im Krankenhaus kommt es zur Versöhnung der Brüder und Ralf verspricht, nicht locker zu lassen. Thomas indes stirbt an seiner AIDS-Erkrankung. Ralf meint, endlich Beweise gefunden zu haben und konfrontiert in einer Sitzung beim Bundesgesundheitsamt Politik und Pharmaindustrie mit seinen Erkenntnissen, die jedoch als nicht aussagekräftig abgetan werden. Auf einer Sitzung des Bluterverbandes wird im Plenum diskutiert, ob das Angebot der Industrie angenommen werden soll; letztlich kommt es trotz Ralfs Aufforderungen zur Zustimmung. Als Folge seiner Äußerungen meldet sich ein Vater bei Ralf, dessen Sohn ebenfalls mit HIV infiziert wurde – und bei dem aufgrund seines Alters von erst sechs Jahren praktisch nur der Übertragungsweg über Faktor VIII in Betracht kommt. Ralf konfrontiert den behandelnden Arzt damit, der sich nach einem zweiten Gespräch tatsächlich zu einer Aussage bereit erklärt. Ralf wähnt sich nun sicher, einen Zeugen zu haben und so der Industrie gegenübertreten zu können. Jedoch begeht der Arzt Suizid und Ralf steht wieder ohne Beweise da.
Nach reiflicher Überlegung offenbart sich Ralf im Rahmen eines Fernsehinterviews und bringt den Skandal somit in die Öffentlichkeit.

## Rezeption

### Einschaltquoten
Die Erstausstrahlung von Blutgeld am 28. Oktober 2013 wurde in Deutschland von insgesamt 4,29 Millionen Zuschauern gesehen und erreichte einen Marktanteil von 13,0 % für das ZDF; in der Gruppe der 14- bis 49-jährigen Zuschauer konnten 1,15 Millionen Zuschauer und ein Marktanteil von 9,1 % erreicht werden.

### Kritik
„‚Blutgeld‘ von René Heisig hat zwar bei Weitem nicht die Wucht von ‚Contergan‘, lebt aber von der Kraft der (vielen namhaften) Darsteller und der emotionalen Wucht beispielhafter Situationen. Das geht nicht ganz ohne dramaturgische Klischees ab; dafür halten sich Regie und Kamera dezent zurück und geben der unerhörten, wahren Geschichte aus den 80er Jahren von dem Blutermittel, das von Ärzten verabreicht wurde, obwohl sie und die Behörden wussten, dass es vermutlich HIV-infiziert ist, einen nüchternen Unterboden.“

### Hörfilmpreis
Die von Armin Hauser gesprochene Audiodeskription des films wurde 2014 mit dem deutschen Hörfilmpreis in der Kategorie Fernsehen ausgezeichnet.